# Castello di Momeliano
Il castello di Momeliano, conosciuto anche come Castel Basini, è una fortificazione situato nell'omonima frazione del comune italiano di Gazzola, in provincia di Piacenza. L'edificio è situato sui primi rilievi collinari della val Luretta a circa 340 m s.l.m.

## Storia
L'esistenza della località di Momeliano è documentata sin dall'epoca romana: essa può essere identificata con il fundus Mamuleianus citato all'interno della tabula alimentaria traianea e ricompare poi in un documento del 325. Successivamente Momeliano compare in un documento risalente all'anno 869 in cui il conte Tadone investì della località il nipote Manfredo Negrobono. In seguito la zona passò prima alla mensa vescovile di Piacenza, poi al monastero di Santa Brigida e, dopo il 1158, alla chiesa di Santa Maria in Gariverto, prima di venire distrutta nel 1234 dalle truppe al soldo di Guglielmo Landi.
L'esistenza del castello è documentata per la prima volta nel 1368 quando fu ceduto da Castellino Dolzani a Ruffino Borri. Grazie a Raffaello Dolzani, nel il castello 1372 fu occupato, così come altri castelli del Piacentino, da parte delle truppe del Papa guidate dal cardinale legato Pietro Buturicense, impegnate nella guerra contro il signore di Milano Galeazzo II Visconti del quale era stato inizialmente una roccaforte. La fortificazione rimase di proprietà della famiglia Dolzani fino al 1426, quando gli fu confiscato a causa del loro schieramento a favore della Repubblica di Venezia. Nel 1452 il castello fu concesso dalla famiglia Sforza ad Angelo Simonetta al quale subentrò, prima in affitto e poi come proprietaria, la famiglia Della Veggiola.
Nel 1488 il castello era di proprietà di Giovanni Albanesi, conosciuto come Rubbino. Nell'ottobre 1490 fu poi comprato, insieme a tutti i relativi diritti, per la somma di 26 000 lire da Antonio Ceresa che nel 1494 fece cominciare alcuni lavori di ricostruzione. Al figlio di Ceresam Marco Antonio, è stata attribuita dalla filologa Maria Corti la paternità del poemetto Somnium Delphili con il luogo in cui è ambientato il testo che potrebbe essere quindi associato al castello.
Nel 1530 il castello entrò, a seguito di un lascito ereditario, a far parte dei beni della famiglia Bottigella che quattro anni dopo lo cedette ai Radini Tedeschi, infine nel 1585 il feudo di Momeliano passò sotto il controllo del marchese Ferrari.
Dieci anni più tardi il castello era sotto il controllo del marchese Luigi Lampugnani al quale si deve la realizzazione di un oratorio nella torre posta sul lato est del maniero. Il feudo di Momeliano rimase alla famiglia Lampugnani fino al 1742 quando, a seguito della scomparsa del marchese Giuseppe Lampugnani, esso fu avocato dalla Camera Ducale. Il duca di Parma e Piacenza Filippo I, tuttavia, concesse alla vedova del marchese il diritto di continuare a soggiornare all'interno del castello in modo da procedere alla gestione delle sue proprietà nella zona.
Entrato a far parte dei beni dei carmelitani, il castello fu acquistato nel 1798 dal conte Gherardo Portapuglia, il castello passò successivamente nelle mani dei fratelli Giovanni e Pietro Jacchini e, poi, del loro erede Gaetano Basini da cui deriva il nome Castel Basini con cui viene talvolta indicato il fortilizio. Il lascito ereditario a favore del Basini fu contestato da alcuni membri della famiglia Jacchini che promossero una serie di cause in tribunale che durarono per un trentennio e si conclusero con il riconoscimento alla famiglia Jacchini dei diritti su di un terzo dei beni associati al castello. In seguito si susseguirono ulteriori passaggi di proprietà, con il castello che nel 1868 risultava in possesso del sacerdote Felice Stevani a cui subentrò poi il fratello Severino, al quale si deve la coltivazione a vigneto dei terreni limitrofi. Infine, dopo la seconda metà del Novecento, dell'avvocato Negri.
Di proprietà privata, il castello ospita la sede di un'azienda vitivinicola.

## Struttura
Il castello, realizzato in sasso, pietra locale, ciottoli e mattoni, presenta una struttura sostanzialmente ad U chiusa sul quarto lato per mezzo di una cortina muraria. I lati opposti misurano rispettivamente 40 e 44 m, dando vita così a una pianta sostanzialmente quadrata.
Sul lato rivolto ad ovest è presente una torre a base quadrata che si discosta dalle restanti torri angolari, caratterizzate da una base rotonda; le due torri poste a nord sono considerevolmente più basse rispetto al resto della struttura.
Il fronte sud-orientale presenta stilemi tipicamente medievali a un estremo e stilemi tipicamente rinascimentali all'opposto. Secondo l'architetto Carlo Perogalli questi elementi fanno pensare all'interruzione della costruzione nel corso del Trecento e a una sua successiva ripresa in epoca rinascimentale.
Sul corpo di fabbrica sud-orientale sono ancora visibili i resti degli incastri del ponte levatoio, successivamente rimpiazzato da una scalinata, che attraversava il fossato, interrato nel Settecento e sostituito da un parapetto in pietre, e alcune finestre murate ad arco acuto. La merlatura ghibellina, chiusa ad arco, è praticabile con uno stretto cammino di ronda, mentre all'interno si trova un loggiato con due ordini di archi che dà sul cortile.
L'interno è stato pesantemente modificato negli ultimi anni del XIX secolo, periodo nel quale diverse stanze del piano terra furono decorate in stile neogotico. Alcune tracce di decorazioni risalenti al XVIII secolo sono state ritrovate nelle sale poste a sud-est, senza però che esse siano state ripristinate, principalmente per la loro frammentazione e per le loro cattive condizioni di conservazione.
All'esterno del complesso è presente un parco, originato a seguito dell'interramento del fossato; sul lato occidentale si trovano una serie di giardini pensili, elemento piuttosto inusuale nel Piacentino, risalenti al Settecento.
All'interno del parco sono presenti diverse essenze: sul lato orientale si trovano un tiglio, posto di fianco all'ingresso principale e più alto della vicina torre angolare, tassi e un bagolaro, nonché, dalla parte opposta dell'ingresso, l'acanto posto dove era presente il fossato e alcuni arbusti come il lillà, l'ibisco e l'alloro. Sul lato sud si trova un ulivo, mentre sul lato orientale sono presenti una serie di alberi ad alto fusto e sempreverdi tra cui spiccano il cedro dell'atlante, il cipresso argentato e alcune varietà di pino. Sul lato nord si trovano tigli ed ippocastani al limitare del parco, mentre all'interno sono presenti alberi e cespugli decorativi come il melograno.